# Uroš Matić
Uroš Matić (serbisch-kyrillisch Урош Матић, * 23. Mai 1990 in Šabac, SFR Jugoslawien) ist ein serbisch-mazedonischer Fußballspieler, der auch die bulgarische Staatsbürgerschaft besitzt. Der 1,84 m große Mittelfeldspieler ist nach einem Verbandswechsel ist Matić seit 2015 für die mazedonische Fußballnationalmannschaft spielberechtigt, kam allerdings nicht für diese zum Einsatz.
Er ist der jüngere Bruder des serbischen Internationalen Nemanja Matić. Bereits der Vater war einst als Fußballspieler aktiv, brachte es jedoch nicht über die jugoslawische Zweitklassigkeit (FK Mačva Šabac) hinaus.

## Vereinskarriere

### Karrierebeginn in der Heimat und Wechsel in die Slowakei
Uroš Matić wurde am 23. Mai 1990 in der jugoslawischen Stadt Šabac, im heutigen Westen von Serbien, geboren und wuchs im Dorf Vrelo bei Ub auf, wo er als Fünfjähriger auch seine Fußballlaufbahn begann. Außerdem verbrachte er seine anfängliche Karriere als Fußballspieler im Nachwuchsbereich des FK Obrenovac 1905 im einige Kilometer entfernten Obrenovac. Während sein älterer Bruder zu dieser Zeit dem FK Radnički Obrenovac, dem größeren der beiden Klubs angehörte, wechselte Uroš Matić in weiterer Folge weg von der Save ins rund 30 Kilometer südlich gelegene Ub zum FK Jedinstvo Ub. Bei diesem war auch sein Bruder in der Zeit von 2004 bis 2005 aktiv, ehe dieser sein Debüt im Herrenfußball gab. Uroš Matić verbrachte noch einige Jahre im dortigen Nachwuchs und verließ im Jahre 2008 sein Heimatland, um sich der Jugendabteilung des slowakischen Erstligisten MFK Košice anzuschließen. Hier verbrachte er die Jahre 2008 und 2009 abwechselnd im Nachwuchs bzw. in der Reservemannschaft, ehe er im Jahre 2009 den Sprung in den Profikader schaffte und zu seinem Profidebüt kam.
Sein erstes Pflichtspiel im Herrenfußball absolvierte er dabei in der letzten Runde der Saison 2008/09, als er beim 1:1-Heimremis gegen den 1. FC Tatran Prešov in der 70. Spielminute für Lukáš Janič auf den Rasen kam. Seine erste Erstligasaison verbrachte er mit dem Team auf dem vierten Tabellenplatz. In der Spielzeit 2009/10 war er mit dem MFK Košice zumeist in den Abstiegskampf verwickelt, wobei dieser jedoch kurz vor Saisonende abgewandt werden konnte und die Mannschaft die Saison auf dem vorletzten Tabellenplatz abschloss. Über den gesamten Saisonverlauf wurde der Mittelfeldakteur in lediglich drei Meisterschaftsspielen (2× im August und 1× im Oktober) eingesetzt, kam aber im August 2009 auch zu zwei Einsätzen in den Qualifikations-Play-offs zur Europa League 2009/10 gegen die AS Rom. Als slowakischer Pokalsieger der Saison 2008/09 hatte sich der MFK Košice erst für den europäischen Wettbewerb qualifiziert.
In der Saison 2010/11 dauerte es bis zur zehnten Meisterschaftsrunde, ehe Matić wieder zur Profimannschaft vorstieß; bis dahin war er vorwiegend in der B-Mannschaft aktiv. Nachdem er bereits vom Interimstrainer Žarko Đurović in der zehnten Runde als Stammkraft eingesetzt worden war, kam er unter dessen Nachfolger Štefan Tarkovič in den nächsten Runde kaum zum Einsatz und war zumeist nur über wenige Minuten am Rasen. Erst nach seinem ersten Profiligatreffer, dem Treffer zum 4:0-Endstand, nach einem Hattrick von Marko Milinković, gegen den 1. FC Tatran Prešov am 26. November 2010 schaffte er den Sprung in die Stammformation und wurde von Tarkovič bis zum Saisonende laufend im Mittelfeld der abstiegsgefährdeten Mannschaft eingesetzt. Wie auch schon in der vorangegangenen Spielzeit schaffte der MFK Košice auch 2010/11 nur knapp den Klassenerhalt. Bis zum Ende der Saison hatte es der 1,84 m große Mittelfeldspieler zu 23 Ligaeinsätzen und drei -toren gebracht.
Die Spielzeit 2011/12 lief wie gewohnt; Matić war mit seinem Team abermals in den Abstiegskampf verwickelt, da half auch die Verpflichtung des neuen Trainers Ladislav Šimčo nichts. Unter Šimčo kam Uroš Matić nur mehr selten über die volle Spieldauer zum Einsatz und wurde ab der zehnten Meisterschaftsrunde gar nicht mehr vom damals 44-Jährigen berücksichtigt. Erst nach dem Rauswurf Šimčos fünf Runden vor Schluss fand Matić wieder zurück in die Mannschaft und wurde in den letzten fünf Saisonspielen von Ján Kozák eingesetzt. Bis zum Ende der Spielzeit hatte er es bei 13 Meisterschaftseinsätzen zwar auf keine Treffer, jedoch auf eine Torvorlage gebracht. Erst 2012/13 fand er unter Kozák wieder zurück in die Stammformation des Fußballklubs aus Košice. In seiner eigentlichen Durchbruchsaison 2012/13 kam er in 32 der 33 möglich gewesenen Ligaspielen zum Einsatz, erzielte dabei fünf Tore und legte weitere sieben Treffer für seine Mannschaftskollegen auf. Am Ende reichte es für einen fünften Tabellenplatz im Endklassement der teils recht dichtgestaffelten Tabelle. Auch im slowakischen Cup schied die Mannschaft erst im Halbfinale gegen den ŠK Slovan Bratislava aus, wobei es Matić bis dahin zu vier Pokaleinsätzen gebracht hatte, selbst jedoch torlos blieb.

### Nach ständigem Abstiegskampf nach Portugal
Obwohl er in der vorangegangenen Saison unter Erfolgstrainer Kozák erstmals aus der Abstiegszone wegkam, verließ er den slowakischen Verein in der Sommerpause 2013. Der Erfolg seines Bruders begleitete ihn auch durch seine eigene Karriere und so kam es, dass er, während sein Bruder in Portugal bei Benfica Lissabon spielte, selbst nach Portugal geholt wurde, wo er fort an für die B-Mannschaft des Hauptstadtklubs in Erscheinung trat. Dabei unterschrieb er einen Einjahresvertrag mit der Option auf weitere fünf Jahre am Ende der einjährigen Vertragslaufzeit. Unter Hélder Cristóvão wurde er gleich von Beginn der portugiesischen Zweitligasaison 2013/14 an als Stammspieler eingesetzt, musste sich seine Mittelfeldposition jedoch schon bald mit anderen Mitspielern teilen und wurde oftmals nur als Ersatzspieler eingewechselt oder saß ohne Einsatz auf der Ersatzbank. Bis zur 26. Meisterschaftsrunde hatte es der Serbe auf 16 Ligaeinsätze, dabei vor allem im zentralen und im defensiven Mittelfeld, gebracht, war aber auch hier selbst torlos geblieben. Nachdem er am 18. Januar 2014 seinen letzten Kurzeinsatz in der portugiesischen Zweitklassigkeit absolviert hatte, wechselte er Ende des Monats erneut den Verein und kam in die Niederlande, wo einst bereits sein älterer Bruder gespielt hatte.

### Stammspieler in den Niederlanden
Während sein Bruder einst bei Vitesse Arnhem agierte, kam Uroš Matić bei NAC Breda mit Spielbetrieb in der Eredivisie unter und gab bereits am 1. Februar 2014 unter Nebojša Gudelj sein Meisterschaftsdebüt, als er beim 2:1-Auswärtssieg über Heracles Almelo von Beginn an spielte und ab der 77. Spielminute durch Joey Suk ersetzt wurde. Unter dem bosnisch-serbischen Trainer war er fortan als Stammspieler aktiv, wobei er bis zum Saisonende in allen Partien durchspielte und auf diversen Mittelfeldpositionen, zumeist jedoch im offensiven Mittelfeld, eingesetzt wurde. Mit der Mannschaft kam er nur knapp um die Relegation bzw. die Relegations-Play-offs herum und beendete die Saison auf dem 15. Tabellenplatz, wobei er es selbst zu 14 Auftritten in der höchsten niederländischen Fußballliga gebracht hatte. In der Spielzeit 2014/15 agierte Matić weiterhin als Stammspieler im Mittelfeld der Mannschaft aus der Provinz Nordbrabant und wurde abermals auf diversen Mittelfeldpositionen eingesetzt und abermals zumeist im offensiveren Bereich. Über einen Großteil der Saison war das Team in den Abstiegskampf verwickelt und konnte sich nicht von den hinteren Plätzen lösen, was auch unter dem neuen Trainer Eric Hellemons, der das Amt Mitte Oktober 2014 übernahm, nicht gelang.
Nachdem auch Hellemons, nach nur einem einzigen Sieg aus neun Ligapartien, zum Jahreswechsel wieder entlassen wurde und Robert Maaskant als neuer Trainer von NAC Breda vorgestellt wurde, wurde dem Serben zunehmend die Rolle des Reservisten zuteil. Nur mehr selten wurde er über die volle Spieldauer eingesetzt und musste ab der 26. Runde ausschließlich auf der Bank Platz nehmen, von der er sich unter Maaskant nicht mehr wirklich lösen konnte. Nach einem einminütigen Kurzeinsatz in Runde 29 kam er in den beiden letzten Saisonspielen wieder über die vollen 90 Minuten zum Einsatz und beendete die Saison mit dem Team auf dem 16. Tabellenplatz und musste somit in die anschließenden Relegations-Play-offs. In diesen schaffte die Mannschaft zwar einen Gesamtscore von 4:0 gegen die VVV-Venlo in der zweiten Runde, schied jedoch in der dritten Runde aufgrund der Auswärtstorregel gegen Roda JC Kerkrade aus und musste den Abstieg in die niederländische Zweitklassigkeit antreten. In dieser Saison kam er mitunter auch in der Reservemannschaft in der Beloften Eredivisie zum Einsatz, für die er ein Ligaspiel absolvierte. Im KNVB-Pokal 2014/15 schaffte er es mit NAC Breda bis ins Achtelfinale, wobei er bei drei Einsätzen ein Tor erzielte und weitere zwei vorbereitete.
In der Eerste Divisie 2015/16 saß er in den ersten drei Saisonspielen abermals uneingesetzt auf der Ersatzbank, erzielte jedoch in der vierten Runde bei einem Kurzeinsatz beim 7:0-Kantersieg über den FC Dordrecht einen Treffer und wurde fortan von Maaskant wieder an die Stammformation herangeführt, in der bald darauf wieder in Erscheinung trat. Spätestens nach dem Abgang von Maaskant als Chefcoach und der Einstellung von Marinus Dijkhuizen Anfang Oktober 2015 hatte er den Sprung in die Stammmannschaft geschafft und kam im Laufe der Saison in 31 von 36 möglich gewesenen Meisterschaftsspielen zum Einsatz. Hierbei gelangen ihm drei Treffer, weitere sechs legte er für seine Teamkollegen auf. Um Spielpraxis zu sammeln, wurde er vor allem am Anfang der Saison zweimal in der Reservemannschaft eingesetzt. Im KNVB-Pokal 2015/16 schied die Mannschaft noch in der zweiten Runde gegen den SC Heerenveen aus. Aufgrund des erreichten dritten Platzes im Endklassement nahm die Mannschaft an den Aufstiegs-Play-offs teil und schied dort nur knapp in der dritten und letzten Runde gegen Willem II Tilburg aus.

### Wechsel nach Österreich
Nachdem sein im Sommer 2016 auslaufender Vertrag nicht weiter verlängert wurde und die vereinsseitige Option auf ein weiteres Jahr nicht gezogen wurde, wechselte er ablösefrei zum SK Sturm Graz, wo er einen Vertrag mit einer Laufzeit bis Sommer 2018 und einer Option unterschrieb. Der lauffreudige und kreative zentrale Mittelfeldakteur, der, wie bereits erwähnt, universell einsetzbar ist, sollte bei den Grazern mit seiner Erfahrung als Mittelfeldmotor und Dirigent agieren.

### Wechsel nach Kopenhagen und Leihstationen
Im Januar 2017 wechselte er nach Dänemark zum FC Kopenhagen, bei dem er einen bis Juni 2021 gültigen Vertrag erhielt. In der Saison 2016/17 errang er mit Kopenhagen das dänische Double. Dabei bestritt er alle möglichen 15 Ligaspiele, in denen er zwei Tore schoss, sowie zwei Pokalspiele und vier Spiele in der Europa League. In der Saison 2017/18 waren es noch neun von 36 Ligaspielen mit wiederum zwei Toren, ein Pokalspiel und fünf Spiele in der Europa League. Ab Februar 2018 wurde er nicht mehr eingesetzt.
Zur Saison 2018/19 kehrte er leihweise nach Österreich zum FK Austria Wien zurück. Hier bestritt er 31 von 32 möglichen Spielen, in denen er fünf Tore schoss, sowie vier Pokalspiele mit einem Tor. Die vereinbarte Kaufoption wurde nicht ausgeübt. Nach dem Ende der Leihe wurde er zur Saison 2019/20 nach Zypern an APOEL Nikosia weiterverliehen. Für Nikosia bestritt er bis zum Abbruch der Saison infolge der COVID-19-Pandemie 19 Meisterschaftsspiele mit einem geschossenen Tor sowie ein Pokalspiel und 14 Spiele im Europapokal mit einem Tor. Zu Saisonbeginn errang er den zyprischen Supercup.

## Weitere Vereine
Nachdem er erneut nach Kopenhagen zurückgekehrt war, wechselte er Ende Juli 2020 nach Aserbaidschan zu Qarabağ Ağdam. Matić schloss dort einen Vertrag mit zwei Jahren Laufzeit mit der Option der Verlängerung um ein weiteres Jahr ab. Dort wurde er bei 18 von 28 Ligaspielen eingesetzt, in denen er ein Tor schoss, sowie drei Pokalspielen und neun Spielen mit Europapokal mit zwei Toren.
Nach einem Jahr wechselte er nach Saudi-Arabien zum Abha Club. In seiner ersten Saison spielte er dort bei 28 von 30 Ligaspielen mit drei Toren und einem Pokalspiel.

## Nationalmannschaftskarriere
Erste Erfahrungen in einer Nationalauswahl seines Heimatlandes sammelte Matić unter anderem in der serbischen U-19-Nationalmannschaft, in der er 2009 in zahlreichen Länderspielen eingesetzt wurde. Neben freundschaftlichen Länderspielen gegen Deutschland oder Österreich im Frühjahr 2009 vertrat er sein Heimatland im Juli bei der U-19-Europameisterschaft 2009 in der Ukraine. Dabei wurde er in allen drei Gruppenspielen Serbiens eingesetzt und zog mit dem Team als Gruppensieger der Gruppe B in die Finalrunde ein. Im dortigen Halbfinale gegen die Alterskollegen des Gastgebers unterlagen die Serben jedoch mit 1:3 gegen den späteren U-19-Europameister. Nachdem er im Laufe der Jahre auch in einem Länderspiel der serbischen U-21-Nationalelf zum Einsatz gekommen war, entschloss er sich darauf, im Falle einer Einberufung in eine A-Nationalmannschaft, für die Mazedonische Fußballnationalmannschaft aufzulaufen. Durch seinen Großvater mütterlicherseits, der aus dem Bergdorf Volkovija stammt und als junger Mann mit seiner Familie ins heutige Serbien kam, ist Matić mazedonischer Abstammung und somit für beide A-Nationalteams spielberechtigt. Auch seine Mutter besitzt einen mazedonischen Reisepass; einige seiner Verwandten leben heute noch immer in Mazedonien. Im Sommer 2015 war er noch immer nicht für Mazedonien spielberechtigt, wurde dies jedoch nach der vollständigen Auswertung im Laufe des Jahres.

## Privat
Uroš Matić ist mit seiner langjährigen Partnerin Jelena verheiratet und hat mit dieser den im Mai 2014 geborenen Sohn Jakov. Aufgrund seines aus Bulgarien stammenden Großvaters besitzt er auch einen bulgarischen Pass.

## Erfolge
- Dänischer Meister: 2016/17
- Dänischer Pokalsieger: 2016/17
- Gewinner zyprischer Supercup: 2019